# 羅伯特·克里斯特高
羅伯特·托马斯·克里斯特高（英語：Robert Thomas Christgau；/ˈkrɪstɡaʊ/；1942年4月18日-），是一名美国隨筆作家和乐评人。他是世界上最早的专业摇滚乐评人之一，自称“美国摇滚乐评之主”。他担任《村聲》杂志主乐评人和高级编辑长达37年，并在此期间创建了Pazz & Jop年度投票。他亦在、《Creem》、《新闻日报》、《花花公子》、《滾石》、《告示牌》、全国公共广播电台、《Blender》和《MSN音乐》进行流行音乐评论。克里斯特高是纽约大学的訪問艺术教師。

## 生平
克里斯特高的乐评以简评知名。他的评论最早刊登在《村聲》的“消费指南”（Consumer Guide）专栏。克里斯特高根据=专栏写了三本书和两本文集。在离开《村聲》后，克里斯特高开始在《MSN音乐》、《Cuepoint》和《Vice》的“Noisey”专栏写简评。这些简评现刊登在他的“专家看”（Expert Witness）专栏中。